# Teorema de Tunnell
En teoría de números, el teorema de Tunnel da una resolución parcial al problema de los números congruentes, y bajo la conjetura de Birch y Swinnerton-Dyer, una resolución completa. Debe su nombre al matemático estadounidense Jerrold B. Tunnell (1950-2022).

## Problema de los números congruentes
El problema de los números congruentes pregunta qué número natural puede ser el área de un triángulo rectángulo con los tres lados racionales. El teorema de Tunnell relaciona esta cuestión con el número de soluciones enteras de algunas ecuaciones diofánticas bastante simples.

## Teorema
Para un entero libre de cuadrados n dado, se define
{\displaystyle {\begin{aligned}A_{n}&=\#\{(x,y,z)\in \mathbb {Z} ^{3}\mid n=2x^{2}+y^{2}+32z^{2}\},\\B_{n}&=\#\{(x,y,z)\in \mathbb {Z} ^{3}\mid n=2x^{2}+y^{2}+8z^{2}\},\\C_{n}&=\#\{(x,y,z)\in \mathbb {Z} ^{3}\mid n=8x^{2}+2y^{2}+64z^{2}\},\\D_{n}&=\#\{(x,y,z)\in \mathbb {Z} ^{3}\mid n=8x^{2}+2y^{2}+16z^{2}\}.\end{aligned}}}
El teorema de Tunnell establece que suponiendo que n es un número congruente, si n es impar entonces 2An = Bn y si n es par entonces 2Cn = Dn. Por el contrario, si la conjetura de Birch y Swinnerton-Dyer se cumple para las curvas elípticas de la forma {\displaystyle y^{2}=x^{3}-n^{2}x}, estas igualdades son suficientes para concluir que n es un número congruente.

## Historia
El teorema lleva el nombre de Jerrold B. Tunnell, un teórico de números en Universidad Rutgers, que lo demostró en Tunnell (1983).

## Importancia
La importancia del teorema de Tunnell es que el criterio que da es comprobable mediante un cálculo finito. Por ejemplo, para un {\displaystyle n} dado, los números {\displaystyle A_{n},B_{n},C_{n},D_{n}} se pueden calcular buscando exhaustivamente en {\displaystyle x,y,z} en el rango {\displaystyle -{\sqrt {n}},\ldots ,{\sqrt {n}}}.